# マーザ・アニメーションプラネット
マーザ・アニメーションプラネット株式会社（英: MARZA ANIMATION PLANET INC.）は、日本のCGアニメ制作会社。株式会社セガの完全子会社。

## 沿革
セガ・VE研究開発部を前身として、2009年6月にセガサミーグループのCGアニメーションスタジオである「株式会社セガサミービジュアルエンタテインメント」として設立。
「最高の物語を、世界中のこどもたちへ」 という経営ビジョンへの思いと、世界へ飛び出そうという強い意志を込めて、2010年7月に「マーザ・アニメーションプラネット株式会社」へと社名変更した。2011年3月にセガサミーインベストメント・アンド・パートナーズを吸収合併。
2015年4月1日付で、セガサミーグループ再編に伴い、セガサミーホールディングスの完全子会社からセガホールディングス（後のセガグループ）の完全子会社となった。一方で、2016年3月期から2期連続でセガホールディングスから計18億4600万円の債務免除を受けている。
2017年4月1日付でセガホールディングスの完全子会社からトムス・エンタテインメントの完全子会社となる。
2019年4月1日付でトムス・エンタテインメントの子会社であったトクシスからデジタルコンテンツの企画・開発・プロデュース事業の全事業を譲受した。
2023年4月1日付でトムス・エンタテインメントの完全子会社からセガの完全子会社となる。

## 作品

### テレビアニメ
| 開始年 | 放送期間         | タイトル                        | 監督     |
| ------ | ---------------- | ------------------------------- | -------- |
| 2016年 | 10月 - 2017年9月 | こねこのチー ポンポンらー大冒険 | 草野公紀 |
| 2018年 | 4月 - 9月        | こねこのチー ポンポンらー大旅行 | 草野公紀 |

### 映画
| 公開年   | 公開日   | タイトル                                            | 監督                      |
| -------- | -------- | --------------------------------------------------- | ------------------------- |
| 2013年   | 9月7日   | キャプテンハーロック -SPACE PIRATE CAPTAIN HARLOCK- | 荒牧伸志                  |
| 2016年   | 7月9日   | KINGSGLAIVE FINAL FANTASY XV                        | 野末武志                  |
| 2017年   | 5月27日  | バイオハザード: ヴェンデッタ                        | 辻本貴則                  |
| 2019年   | 12月6日  | ルパン三世 THE FIRST                                | 山崎貴                    |
| 2020年   | 6月26日  | ソニック・ザ・ムービー                              | ジェフ・ファウラー        |
| 2022年   | 8月19日  | ソニック・ザ・ムービー/ソニック VS ナックルズ       | ジェフ・ファウラー        |
| 2024年   | 12月27日 | ソニック×シャドウ TOKYO MISSION                     | ジェフ・ファウラー        |
| 2025年   | 5月1日   | たべっ子どうぶつ THE MOVIE                          | 竹清仁                    |
| 開発中止 | 開発中止 | Robodog                                             | ヘンリー・F・アンダーソン |

### ゲーム
- サンバDEアミーゴ（Wii）
- オシャレ魔女♥ラブandベリー（AC）
- バーチャファイター5（AC・PS3・360）
- ナイツ 〜星降る夜の物語〜（Wii）
- ファンタシースターポータブル（PSP）
- ソニックライダーズ シューティングスターストーリー（Wii）
- ソニック ワールドアドベンチャー（Wii・PS3・360）
- 初音ミク -Project DIVA- シリーズ（PSP）
- ファンタシースターポータブル2（PSP）
- 戦国大戦（AC）
- ソニック カラーズ（Wii・DS）
- エンド オブ エタニティ（PS3・360）
- スーパーモンキーボール 3D（3DS）
- マリオ&ソニック AT ロンドンオリンピック（Wii・3DS）
- ソニック ジェネレーションズ（PS3・360・3DS）
- スーパーモンキーボール特盛あそビ〜タ!（Vita）
- ファンタシースターオンライン2（PC・PS4・Vita）
- 英傑大戦（AC）

### その他
- SONIC: NIGHT OF THE WEREHOG 〜ソニック&チップ 恐怖の館
- ウルトラ怪獣モンスターファーム アニメーションPV「ウルトラ怪獣モンスターファーム THE ANIMATION」
- ShapeMeshing（2023）
- Samurai Frog Golf（2022）
- The Peak（2019）
- The Gift（2016）
- 初音ミクライブパーティー（ミクパ♪）（2012）